# Jean-Guillaume Béatrix
Jean-Guillaume Béatrix (Saint Priest, 24 de março de 1988) é um biatleta francês, medalhista olímpico. 

## Carreira
Jean-Guillaume Béatrix representou seu país nos Jogos Olímpicos de 2014, na qual conquistou a medalha de bronze, no individual 12,5km em perseguição. 